# Vinaia
Vinaia (Vinaya, uma palavra em páli e sânscrito, significando 'educação', 'disciplina') é a base regulatória da comunidade monástica budista, ou sanga, baseada nos textos canônicos chamados Vinaia Pitaca. Os ensinamentos do Buda, ou o Budadarma podem ser divididos em duas categorias abrangentes: Darma, ou doutrina, e Vinaia, ou disciplina. Um outro termo pra Budismo é darmavinaia.